# چارلی امری
چارلی امری (انگلیسی: Charlie Amery; ۱۶ سپتامبر ۱۹۱۰ – 1979) بازیکن فوتبال اهل بریتانیا بود.
از باشگاه‌هایی که در آن بازی کرده‌است می‌توان به باشگاه فوتبال استوک‌پورت کانتی و باشگاه فوتبال ترانمره راورز اشاره کرد.